# Sericosura conta
Sericosura conta là một loài nhện biển trong họ Ammotheidae. Loài này thuộc chi Sericosura. Sericosura conta được miêu tả khoa học năm 2009 bởi Bamber.